# Ribaute-les-Tavernes
Ribaute-les-Tavernes è un comune francese di 1 772 abitanti situato nel dipartimento del Gard, nella regione dell'Occitania.

## Società

### Evoluzione demografica
Abitanti censiti